# レミニセンティア
『レミニセンティア реминисценци』は、2015年製作のロシア語の日本映画。井上雅貴監督作品。
※ロサンゼルスフィルムフェスティバル オブ ハリウッド 2016作品賞 監督賞 主演男優賞受賞
※新人監督映画祭2016長編作品賞受賞
※アジア国際映画祭2017正式出品
※高崎映画祭2017正式出品

## 概要
日本人監督が、ロシアに渡り自主制作で完成させたSF映画。。
監督はアレクサンドル・ソクーロフ監督「太陽 (映画)」のほか、数多くのメイキング監督を務め、本作が初の長編監督作となる井上雅貴。井上のオリジナル脚本を全編ロシアで撮影を敢行し、完成させた。。
撮影場所はロシア、モスクワからさらに300km離れた古都ヤロスラブリ。黄金の輪と呼ばれる歴史的な建造物が立ち並ぶ街でありながら、旧ソ連時代は工業地帯だった街。
映画に出てくる不思議な建物の一つは、宇宙記念館、世界で初めて女性で宇宙に行った、ワレンチナ・テレシコワの記念館。
自主配給でユーロスペースを封切りに全国の映画館で上映。東京の再上映では自主制作、自主配給ながらユナイテッドシネマのシネコンにて再上映するという快挙を成し遂げる。。その成功により、２次使用の権利は映画会社大手の松竹が手をあげた。

## ストーリー
ロシアのとある街の郊外、小説家のミハエルは愛する娘ミラーニャと二人でひっそりと暮らしていた。彼の元には悩める人々がやってくる。
「私の記憶を消して欲しい」
ミハエルは人の記憶を消す特殊な能力を持っていた。小説のアイデアは彼らの記憶を元に書かれたものだった。そんなある日、娘との思い出の一部が無いことに気づく。過去が思い出せず、悩み苦しむミハエルは教会に行き神に祈る。すると、 見たものすべてを記憶する超記憶症候群の女性マリアに出会う。彼女は忘れることが出来ない病気に苦しんでいた。そして、ミハエルと同じく特殊な能力も持っていた。その能力とは記憶を呼び起こす能力だった。ミハエルは彼女に取引を持ちかける。
「記憶を消すかわりに、娘との記憶を取り戻して欲しい。」
彼女の能力によりミハエルは記憶のはざまへと落ちて行き、そこで、衝撃の真実を知ることとなる。

## キャスト
- ミハエル - アレクサンダー・ツィルコフ
- ミラーニャ - 井上美麗奈
- マリア - ユリア・アサードバ
- アリョーナ - イリーナ・ツィルコバ
- マキシム - デニス・ヤコベンコ